# Porte Saint-Nicolas (Beaune)
Pour les articles homonymes, voir Porte Saint-Nicolas.
La Porte Saint-Nicolas est une ancienne porte de ville du XVIIIe siècle située dans la ville française de Beaune (rue de Lorraine).

## Historique
Le trafic entrant à Beaune par le nord devait passer par la porte du Bourgneuf. Cette porte était fortifiée et possédait un pont-levis. Au XVIIIe siècle, les remparts de Beaune perdent leur fonction militaire. Beaune fut fortifiée en tant que ville frontalière avec la Franche-Comté, mais en 1678 cette région fut annexée à la France. Le maire Jean-François Maufoux souhaitait une porte plus contemporaine. La porte actuelle, de style classique a été conçue par Nicolas Lenoir. La construction commença en 1762 et la porte fut inaugurée en 1770. La porte avait un portail en bois et faisait encore partie des remparts de la ville à cette époque. Les douves devant la porte n'étaient pas encore comblées et il y avait un pont permanent devant la porte.
En 1844, l'ancien portail en bois est remplacé par une clôture métallique. En 1866, les murs de la ville de chaque côté de la porte furent démolis, ainsi que la guérite adjacente et la clôture.
La porte a été classée au titre des monuments historiques en 1908.